# グレイテスト・ザ・ヒッツ 2011〜2011
『グレイテスト・ザ・ヒッツ 2011〜2011』（グレイテスト・ザ・ヒッツ にせんじゅういち〜にせんじゅういち）は、日本のロックバンド・マキシマム ザ ホルモンの9枚目のシングル。2011年3月23日にVAPから発売された。

## 解説
前作「爪爪爪/「F」」以来約2年半ぶりのシングル。収録曲がタイトルに使われていないのは、6thシングル「ざわ…ざわ…ざ‥ざわ……ざわ」以来となる。
帯などに「ホルモン黄金期と呼ばれた2011年〜2011年のヒットソングをすべてこの一枚に収録!」と記載されているが、ホームページ上で「過去の曲を寄せ集めただけがベストではない、今の自分たちの新曲こそがベストだ」という意味が込められていると書かれている。販売価格は￥1,292（"胃痛苦痛"価格）。
全曲ドロップCチューニングで演奏されており、これ以降マキシマム ザ ホルモンの楽曲はドロップCチューニングがメインとなる。
今回の特典に、収録曲それぞれのイメージに合わせて制作された3タイプのジャケット、また雑誌『BUBKA』連載されていた「マキシマムザ亮君のマキシマムザ合法トリップ」を編集した冊子と、"謎の応募券"が封入されている。さらに初回特典として、今年2月3日にホームページ上で公開された楽曲「小さな君の手」の着うたが無料で入手できるQRコードが付属される。

本作と同時期に発売が予定されていた他アーティスト数者の作品は東北地方太平洋沖地震の影響で発売を延期していたが、本作に関しては出荷体制の都合上から予定通りの3月23日に発売された。この経緯に関しては、公式ページ上で説明がなされている。
2011年3月16日にホームページで、同年9月22日で本作を廃盤にすることを発表した。「タイトルやキャッチコピーに込められた皮肉やバカバカしさが活きるのは2011年内だけ」との理由で、もともと「期間限定」や「数量限定」とする予定だったとのこと。

### 主な記録
オリコンデイリーシングルチャートでは発売初日から首位を獲得し続け、2011年4月4日付の週間シングルチャートでは約8万枚と前作の売り上げを上回り、バンドとして初の首位を獲得し、また日本のビルボードチャートでも首位を獲得した。翌週も首位を獲得し、植村花菜の「トイレの神様」以来3ヶ月振りとなる、オリコン週間シングルチャート2週連続1位を達成した。ただし前述の通り、このシングル発売週は震災の影響により、ほとんど新譜がない状態だった。

## 収録曲
- 全作詞・作曲：マキシマムザ亮君

1. 鬱くしき人々のうた [4:39]
CDの曲解説にてメンバーのマキシマムザ亮君曰く「本当はバンドを辞めてソロとかで僕一人で全部歌うつもりで作ったんですが歌詞とは裏腹に曲自体が普通に爽快なメロディーだったりヘヴィーなグルーヴもあってライブで演奏しても楽しそうだからやっぱホルモンでやる事にしました」と語っている。また、歌詞にフリーゲームの『ゆめにっき』が登場する。さらにニート、引きこもり、鬱病、自殺や薬物などをめぐる社会の『闇』について歌詞に込めたとも語っている。のちにPVの存在が明かされ、2015年11月発売の映像作品『Deka Vs Deka 〜デカ対デカ〜』に収録された[4]。
2023年11月4日、「ホルモン宝くじ」の3代目王者のセレクトによりYouTubeで一般公開された。
2. maximum the hormone [4:55]
バンドのセルフタイトル。当初は今楽曲のみPVが明かされていた。上記の「小さな君の手」のPVから始まり、約1分45秒あたりにマキシマムザ亮君がその画面に嘔吐した後に今楽曲へ移行する構成となっている。歌詞中に、これまで発表された楽曲やアルバムのタイトル、一部歌詞が織り込まれている。CDの曲解説にてマキシマムザ亮君曰く「この曲はホルモンの「初期衝動」でもなければ「原点回帰」なんかでもない。かといって「進化」や「深化」でもない。（中略）この曲に「maximum the hormone」以外のタイトルのなにかあるのか」と語っている。
2018年12月31日には、本曲のMVのフルサイズ版がYouTubeでも公開された。
3. my girl [4:51]
2010年にホームページ上で公開された「マキシマム ザ ホルモンの重要なお知らせ動画」の中で、「今楽曲を聴いたスタッフのリアクション」のみで公開された楽曲。動画中で「発売予定なし」となっていたが、今作に収録されることになった。アウトロではライブのMCのような演出が収録されている。曲解説にてマキシマムザ亮君は「どれだけ良いメロディーにごく自然に心地よくあのワード（女性器）を乗せるか、どのタイミングでかっこよくあのワードをシャウトするかを目指した」と語っている。